# Хондзинь
Хондзинь (пол. Chądzyń) — село в Польщі, у гміні Стердинь Соколовського повіту Мазовецького воєводства.
Населення — 199 осіб (2011).
У 1975-1998 роках село належало до Седлецького воєводства.

## Демографія
Демографічна структура станом на 31 березня 2011 року:
|          | Загалом | Допрацездатний вік | Працездатний вік | Постпрацездатний вік |
| -------- | ------- | ------------------ | ---------------- | -------------------- |
| Чоловіки | 98      | 21                 | 62               | 15                   |
| Жінки    | 101     | 17                 | 54               | 30                   |
| Разом    | 199     | 38                 | 116              | 45                   |